# Солярные мифы

Ра — бог солнца, верховное божество в древнеегипетской религии

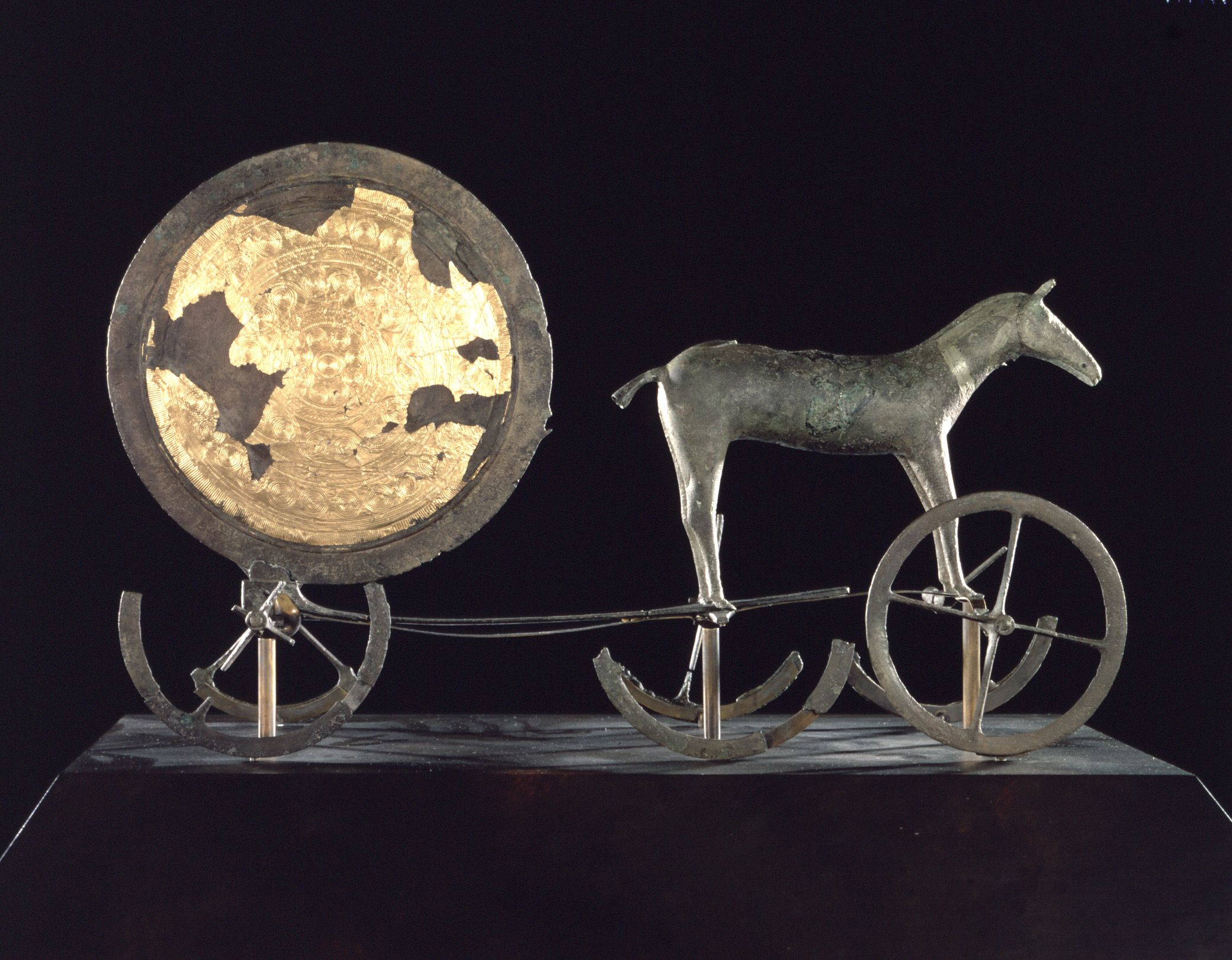
Солнечная повозка из Трундхольма

Соля́рные мифы (лат. solaris — солнечный) — мифологизация Солнца и его воздействия на земную жизнь; обычно тесно связаны с лунарными мифами.
Вопреки предположениям этнографов XIX — начала XX веков, в «примитивных», архаичных религиозно-мифологических системах особо чтимого «культа Солнца» не наблюдается. В них Солнце воспринимается как второстепенный персонаж или даже неодушевлённый предмет. К числу архаических солярных мифов принадлежат мифы о возникновении Солнца и уничтожении лишних солнц, об исчезновении и возвращении Солнца, распространённые у африканских, сибирских, австралийских народов. Архаичными, как предполагает Вячеслав Иванов, представляются также близнечные мифы о Солнце и Луне и мотив «небесной свадьбы». В наиболее древних вариантах (в частности, у сибирских народов) Солнце в этой паре представляет женщину, а Луна — мужчину.
По предположению этнографа Артура Хокарта, культ Солнца выдвигается на передний план в культурах, где увеличивается роль «священного царя». В шумеро-аккадской мифологии бог солнца Шамаш ещё уступает по значению богу луны, но уже становится одним из самых почитаемых божеств. Важнейшую роль солярные культы играют в древнеегипетской религии. В числе египетских солнечных божеств — Ра, Гор, Амон, Хепри — бог-скарабей, катящий по небу Солнце. В XIV веке до н. э. фараон Эхнатон предпринимает попытку радикальной религиозной реформы и вводит в Египте единый культ Атона (изначально — олицетворение солнечного диска).
Важное место солярные культы занимают в индоевропейской мифологии, где они связываются с культом коня и образом божественных близнецов (Ашвины, Диоскуры). По индоевропейским представлениям, Солнце «путешествует» (или «провозится») по небу на запряженной лошадьми повозке, проезжая за день небосклон. Примеры индоевропейских солярных божеств — древнеиндийский Сурья, греческие Аполлон и Гелиос, римский Сол. Солярное происхождение имеет одно из главных божеств позднего зороастризма — Митра.
Различные исследователи связывают с культом Солнца славянских богов Дажьбога, Хорса; недостаток сведений по славянской дохристианской мифологии не позволяет однозначно подтвердить или опровергнуть эти построения.
Развитые солярные культы существовали в Южной и Мезоамерике (Уицилопочтли, Инти).
Верховное божество в японском пантеоне синтоизма — солнечная богиня Аматэрасу.
Азербайджанский историк Айдын Мамедов пишет, что в доисламской духовной культуре азербайджанского народа верования и ритуалы, связанные с культом Солнца, занимают особое место. Культ Солнца возник в глубокой древности как следствие естественной потребности человека в солнечном свете и тепле и прочно укоренился в сознании людей, в их мифологизированном мышлении. В Азербайджане культ дневного светила пережил расцвет в бронзовый период. По мнению многих исследователей, известные на территории Азербайджана дольмены и кромлехи также связаны с культом Солнца.
Этнографы мифологической школы XVIII—XIX вв. придавали солярным мифам преувеличенное значение, объявляя олицетворениями Солнца различных культовых героев и мифологических персонажей, которые на самом деле не имеют с ним реальных связей.